# Cầu Saint-Louis
Cầu Saint-Louis (tiếng Pháp: Pont Saint-Louis) là một cây cầu bắc qua sông Seine ở trung tâm thủ đô Paris của Pháp. Đặt theo tên của đảo Saint-Louis, cầu này nối liền hai đảo nằm giữa sông Seine là Île de la Cité và đảo Saint-Louis.
| Métro Paris | Bến tàu điện ngầm: Cité |

## Lịch sử
Cây cầu đầu tiên được xây dựng tại vị trí của cầu Saint-Louis hiện nay là cầu Saint-Landry, xây từ năm 1630 đến năm 1634. Năm 1717 một cây cầu gỗ 7 nhịp được xây để thay thế Saint-Landry, công trình mới này có tên Cầu Đỏ (Pont Rouge) xuất phát từ màu sơn của cây cầu. Năm 1795 nó bị sông Seine cuốn trôi hoàn toàn và được xây dựng lại lần thứ 2 vào năm 1804, công trình này do kỹ sư Dumoustier phụ trách. Cây cầu thứ ba nối liền hai đảo này là một cây cầu 2 nhịp dài 70 m, rộng 10 m làm bằng gỗ sồi. Năm 1811 cây cầu bị sụt lún và phá hủy, thay thế vào đó là một cầu treo được xây dựng năm 1842.
Năm 1862 cây cầu thứ 5 nối hai đảo được xây dựng, lần này là cầu kim loại một vòm với độ mở 64 m. Năm 1939 cầu bị phá hủy và thay thế năm 1941 bằng một cầu đi bộ dạng hộp sắt. Năm 1968 cây cầu Saint-Louis thứ 7 được xây dựng, nó được khánh thành năm 1970 và vẫn còn tồn tại đến nay.

## Hình ảnh

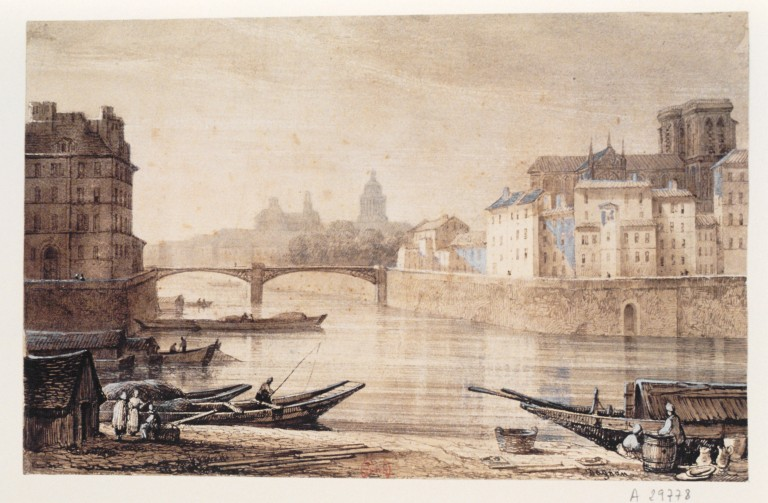
Cầu Saint-Louis thế kỷ 19